# Claude Barthélemy
Claude Barthélemy (ur. 9 maja 1945, zm. 6 kwietnia 2020) – były haitański piłkarz grający na pozycji obrońcy. Uczestnik Mistrzostw Świata w 1974.

## Kariera klubowa
Podczas kariery piłkarskiej Claude Barthélemy grał w Racingu Port-au-Prince.

## Kariera reprezentacyjna
W reprezentacji Haiti Claude Barthélemy grał w latach sześciedziesiątych i siedemdziesiątych. Uczestniczył w eliminacjach do Mundialu 1970 w Meksyku, jednakże reprezentacja Haiti przegrała rywalizację o awans z Salwadorem. Następne eliminacje zakończyły się sukcesem w postaci awansu do Mistrzostw Świata. Wygranie eliminacji MŚ 1974 oznaczało równocześnie wygranie Mistrzostwo strefy CONCACAF 1973, gdyż obie imprezy były ze sobą połączone.
Podczas Mistrzostw Świata 1974 w RFN Claude Barthélemy zagrał w meczach z reprezentacją Włoch i reprezentacją Polski.